# فير هيفن (فيرمونت)
فير هيفن (بالإنجليزية: Fair Haven, Vermont)‏ هي بلدة تقع في مقاطعة روتلاند (فيرمونت) بولاية فيرمونت في الولايات المتحدة. تأسست عام 1779، تبلغ مساحتها 47 (كم²)، وترتفع عن سطح البحر  م، بلغ عدد سكانها 2734 نسمة في عام 2010 حسب إحصاء مكتب تعداد الولايات المتحدة .

## معرض صور

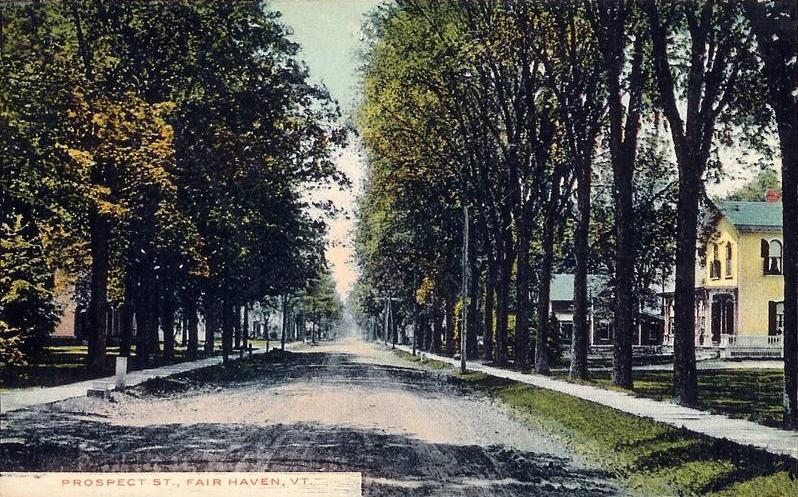
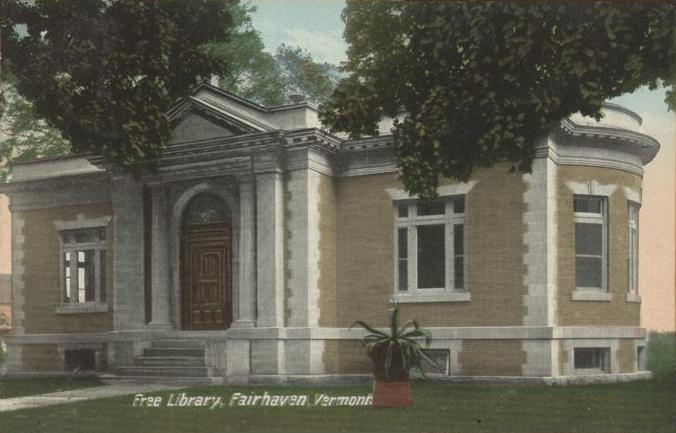
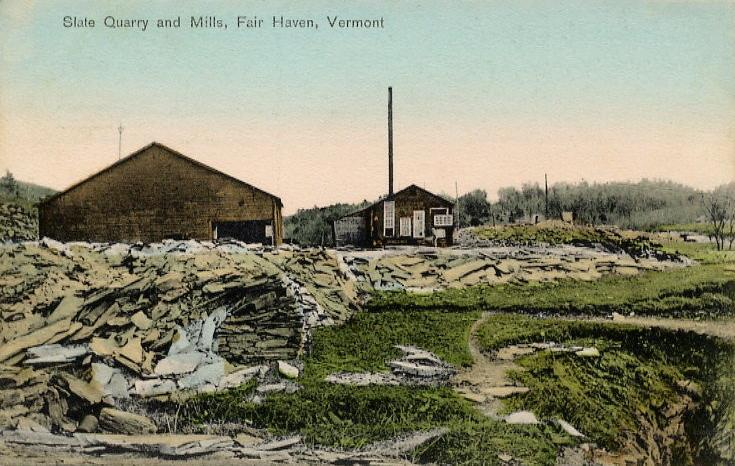

## أعلام
- بنجامين وليامز
- جون أ. ميد
- توماس إل. هايز

## وصلات خارجية
- The US50 - Cities and Towns in Vermont State
- Vermont Cities and Towns, Facts, Map, Flag, Colleges, Government, and More